# VISAッピ
VISAッピ（びざっぴ）は、かつてビザ・インターナショナルが日本での導入を試みたクレジット決済サービスの名称である。
NTTドコモのiアプリ・赤外線通信機能対応携帯電話（主に50Xiシリーズ）で、店舗でのクレジット決済時に専用iアプリを起動し、携帯電話のIrDAポートをクレジット決済照会端末（CAT）に外付けした専用IrDAポートへ向けてiアプリの送信ボタンを押し、VISAッピ情報を送信することでクレジット決済が行われる仕組みである。利用代金は紐付けしたVISAカードに合算されて請求された。
2003年10月にVISAカードを発行する日本のクレジットカード会社と共同で商用化トライアルを開始し、2004年春からの本格導入を計画していた。しかし、時期を前後してFelicaを利用したおサイフケータイによるポストペイ決済サービスの実用化が迫っており、商用化が見送られた。
VISAッピのトライアルに参加した日本信販・UFJカード（三菱UFJニコス）はSmartplus（Visa Touch）を、三井住友カード・ユーシーカードはドコモが開発したiDを、オーエムシーカードはジェーシービーが開発したQUICPayへと、それぞれ独自規格によって携帯電話によるポストペイ決済を2005年以降商用化している。なお、後にVisaが導入している非接触決済サービス「Visa payWave」→「Visaのタッチ決済」との関わり合いは皆無。